# Список Героев Советского Союза (Дагестан)
В списке представлены в алфавитном порядке Герои Советского Союза, родившиеся или жившие в Дагестане

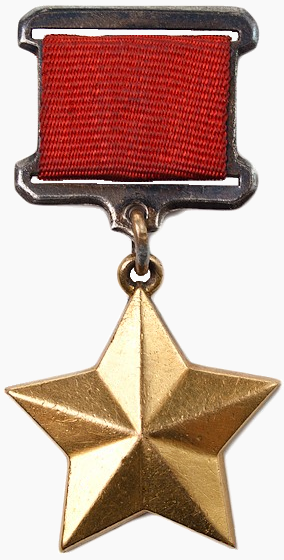
Медаль «Золотая Звезда»

| № п/п | Фамилия Имя Отчество                  | Дата Указа | Годы жизни               | Место рождения                                                | Место гибели (смерти)                                               | ГС     |
| ----- | ------------------------------------- | ---------- | ------------------------ | ------------------------------------------------------------- | ------------------------------------------------------------------- | ------ |
| 1     | Абдулаев, Абдурахман Ягъяевич         | 24.03.1945 | 15.11.1919 — 10.09.1987  | село Муцалаул, Хасавюртовский округ, Терская область, РСФСР   | село Умашаул, Хасавюртовский район, Дагестанская АССР, РСФСР, СССР  | [ 1 ]  |
| 2     | Абдулманапов, Магомед-Загид           | 16.05.1944 | 30.09.1924 — 13.04.1944  | аул Карата, Андийский округ, Дагестанская АССР, РСФСР, СССР   | село Ашагы-Джамин, Сакский район, Крымская АССР, РСФСР, СССР        | [ 2 ]  |
| 3     | Абдулмеджидов, Ахмед Дибирович        | 20.04.1945 | 1923 — 27 марта 1944     | село Моксоб, Дагестанская АССР, РСФСР, СССР                   | город Николаев, Украинская ССР, СССР                                | [ 3 ]  |
| 4     | Абдурахманов, Зульпукар Зульпукарович | 15.05.1946 | 15.03.1924 — 22.11.1944  | село Ташкапур, Даргинский округ, Дагестанская АССР, РСФСР     | около пункта Батина, Сомбор, Югославия                              | [ 4 ]  |
| 5     | Абрамов, Шетиель Семёнович            | 31.05.1945 | 11.11.1918 — 14.05.2004  | город Дербент, Дагестанская область, Советская Россия         | Москва, Россия                                                      | [ 5 ]  |
| 6     | Акаев, Юсуп Абдулабекович             | 19.09.1944 | 14.10.1922 — 19.11.1949  | село Нижний Дженгутай, Темир-Хан-Шуринский округ, ДАССР       | Буйнакск, Дагестанская АССР, СССР                                   | [ 6 ]  |
| 7     | Алиев, Араз Казимагомедович           | 21.07.1944 | 23.07.1922 — 22.11. 1984 | село Цилинг, Дагестанская АССР, РСФСР                         | Астрахань, РСФСР, СССР                                              | [ 7 ]  |
| 8     | Алиев, Газрет Агаевич                 | 01.11.1943 | 14.12.1922 — 28.02.1981  | село Хнов, Самурский округ, Дагестанская АССР, РСФСР          | Махачкала, Дагестанская АССР, РСФСР, СССР                           | [ 8 ]  |
| 9     | Алиев, Саид Давыдович                 | 22.02.1943 | 22.01.1917 — 12.10.1991  | село Урала, Дагестанская область, Российская империя          | Махачкала, Дагестанская АССР, РСФСР, СССР                           | [ 9 ]  |
| 10    | Алиев, Шамсулла Ферезуллаевич         | 16.05.1944 | 17.08.1915 —19.10.1943   | Дербент, Дагестанская область, Российская империя             | Крымская АССР, РСФСР, СССР                                          | [ 10 ] |
| 11    | Алисултанов, Султан Кадырбекович      | 31.05.1945 | 10.06.1916 —5.08.2000    | село Баршамай, Дагестанская область, Российская империя       | Махачкала, Дагестан, Россия                                         | [ 11 ] |
| 12    | Байбулатов, Ирбайхан Адылханович      | 01.11.1943 | ??.03.1912 —26.10.1943   | село Османюрт, Терская область, Российская империя            | Мелитополь, Запорожская область, Украинская ССР, СССР               | [ 12 ] |
| 13    | Буганов, Гаджи Османович              | 24.03.1945 | 25.09.1918 — 25.05.1987  | село Ханар, Лакский район, Дагестан                           | Харьков, Украинская ССР, СССР                                       | [ 13 ] |
| 14    | Бондаренко, Владимир Илларионович     | 02.05.1945 | 15.07.1914 — 06.11.1943  | Петровск-Порт, Дагестанская область, Российская империя       | село Березичи, Любешовский район, Волынская область, Украинская ССР | [ 14 ] |
| 15    | Бовт, Василий Афанасьевич             | 15.05.1946 | 1916 —28.10.1949         | село Васильевка, Сандыктауский район, Акмолинская область     | Кизляр, Дагестанская АССР                                           | [ 15 ] |
| 16    | Велиев, Мирза Давлетович              | 24.03.1945 | 1923 — 06.11.1944        | село Юхары Легер, Кусарский район                             | Вашад, Венгрия                                                      | [ 16 ] |
| 17    | Гаджиев, Магомет Имадутдинович        | 23.10.1942 | 20.12.1907 — 13.07.1942  | село Мегеб, Дагестан, Российская империя                      | Баренцево море                                                      | [ 17 ] |
| 18    | Гамзатов, Магомед Юсупович            | 17.11.1943 | 05.05.1910 — 05.09.1976  | село Мегеб, Гунибский район, Дагестанская АССР.               | Калинин, РСФСР, СССР                                                | [ 18 ] |
| 19    | Гальченко, Леонид Акимович            | 06.06.1942 | 02.04.1912 — 26.09.1986  | Петровск-Порт, Российская империя, Дагестанская область.      | Махачкала, Дагестанская АССР                                        | [ 19 ] |
| 20    | Гражданкин, Виктор Иванович           | 28.04.1945 | 23.09.1900 — 12.08.1977  | Петровск-Порт, Дагестанская область, Российская империя       | станица Новотитаровская, Динской район, Краснодарский край, РСФСР   | [ 20 ] |
| 21    | Джумагулов, Эльмурза Биймурзаевич     | 26.09.1944 | 16.11.1921 —26.09.2013   | село Карланюрт, Хасавюртовский округ, Дагестанская АССР       | Махачкала, Россия                                                   | [ 21 ] |
| 22    | Исрафилов, Абас Исламович             | 26.12.1990 | 28.09.1960 — 26.10.1981  | пос. Белиджи, Дербентский район, Дагестанская АССР, СССР      | селение Алишанг, провинция Лагман, Афганистан                       | [ 22 ] |
| 23    | Калинин, Константин Николаевич        | 16.05.1944 | 15.05.1910 — 25.04.1998  | посёлок Чёрный Рынок, Кизлярский отдел, Дагестанская область. | Ставрополь, Россия                                                  | [ 23 ] |
| 24    | Калуцкий, Николай Васильевич          | 10.04.1945 | 19.02.1919 — 28.04.2002  | хутор Пролетарский, Кореновский район, Краснодарский край     | Москва, Россия                                                      | [ 24 ] |
| 25    | Кязимов, Салахаддин Иса оглы          | 16.10.1943 | 22.12.1920 — 02.07.1978  | Загатала, Азербайджанская ССР                                 | Баку, Азербайджанская ССР, СССР                                     | [ 25 ] |
| 26    | Кумуков, Халмурза Сахатгереевич       | 04.10.1990 | 01.07.1913 — 25.08.1943  | аул Икон-Халк, Ногайский район                                | Изюмский район, Харьковская область                                 | [ 26 ] |
| 27    | Курбанов, Сумен Курбанович            | 16.05.1944 | 11.08.1898 — 12.1943     | село Муги, Акушинский район, Дагестан                         | Крым, СССР                                                          | [ 27 ] |
| 28    | Крутов, Пётр Максимович               | 26.10.1943 | 16.10.1923 — 12.01.1988  | село Новая Серебряковка, Кизлярский район, Дагестан           | Грозный, СССР                                                       | [ 28 ] |
| 29    | Макаев, Цахай Макашарипович           | 15.05.1946 | 20.03.1917 — 18.04.1972  | село Кая, Кулинский район, Дагестан                           | Кулинский район, Дагестан                                           | [ 29 ] |
| 30    | Манаров, Муса Хираманович             | 21.12.1988 | 22.03.1951               | Баку, Азербайджанская ССР, СССР                               |                                                                     | [ 30 ] |
| 31    | Мусаев, Саадул Исаевич                | 16.05.1944 | 1919 — 23.11.1943        | село Ругуджа, Гунибский округ                                 | Крым, СССР                                                          | [ 31 ] |
| 32    | Нурадилов, Ханпаша Нурадилович        | 17.04.1943 | 06.07.1920 — 12.09.1942  | село Ярыксу-Аух, Дагестанская АССР, РСФСР                     | Кумылженский район, Сталинградская область, РСФСР, СССР             | [ 32 ] |
| 33    | Назаров, Александр Александрович      | 27.06.1945 | 25.05.1925 — 07.02.1945  | деревня Малая Лопуховка, Вольский уезд                        | Лигниц, ныне Польша                                                 | [ 33 ] |
| 34    | Подорожный, Николай Алексеевич        | 15.05.1946 | 15.12.1924 — 14.11.1998  | город Петропавловск, ныне Северо-Казахстанская область        | Махачкала, Дагестан, Россия                                         | [ 34 ] |
| 35    | Салихов, Эсед Бабастанович            | 04.06.1944 | 15.05.1919 — 16.01.1944  | село Икра, Дагестанская область, Российская империя           | деревня Слободка, Новосокольнический район, Калининская область     | [ 35 ] |
| 36    | Сенченко, Владимир Петрович           | 27.06.1945 | 07.07.1922 — 26.08.1994  | Дербент, Дагестанская АССР                                    | Киев, Украина                                                       | [ 36 ] |
| 37    | Ситковский, Александр Николаевич      | 13.04.1944 | 15.05.1914 — 20.01.2000  | село Урожайное, Ставропольская губерния, Российская империя   | Махачкала, Дагестан, Россия                                         | [ 37 ] |
| 38    | Сулейманов, Ризван Баширович          | 17.10.1943 | 05.05.1921 — 19.11.1998  | аул Кулушац, Лакский район, Дагестан                          | Махачкала, Дагестан, Россия                                         | [ 38 ] |
| 39    | Сулейманов, Яков Магомедалиевич       | 19.04.1945 | 15.05.1921 — 07.11.2014  | Кумух, Казикумухский округ, Дагестанская АССР, РСФСР          | Махачкала, Дагестан, Россия                                         | [ 39 ] |
| 40    | Султанов, Иса Клычевич                | 10.04.1945 | 27.11.1917 — 01.02.1945  | село Аджимажагатюрт, Хасавюртовский округ                     | село Хобеня, Нижнесилезское воеводство, Польша.                     | [ 40 ] |
| 41    | Сурмач, Михаил Михайлович             | 10.04.1945 | 01.07.1913 — 09.01.1997  | Дербент, Дагестанская область                                 | посёлок Старая Купавна, Ногинский район, Московская область         | [ 41 ] |
| 42    | Сухов, Константин Васильевич          | 27.06.1945 | 31.05.1923 — 15.09.2003  | Махачкала, Дагестанская АССР, СССР                            | Киев, Украина                                                       | [ 42 ] |
| 43    | Эмиров, Валентин Аллахиярович         | 13.12.1942 | 31.12.1914 — 10.09.1942  | село Ахты, Дагестанская область, Российская империя           | Моздок, Северо-Осетинская АССР, РСФСР, СССР                         | [ 43 ] |

## Полные кавалерыордена Славы

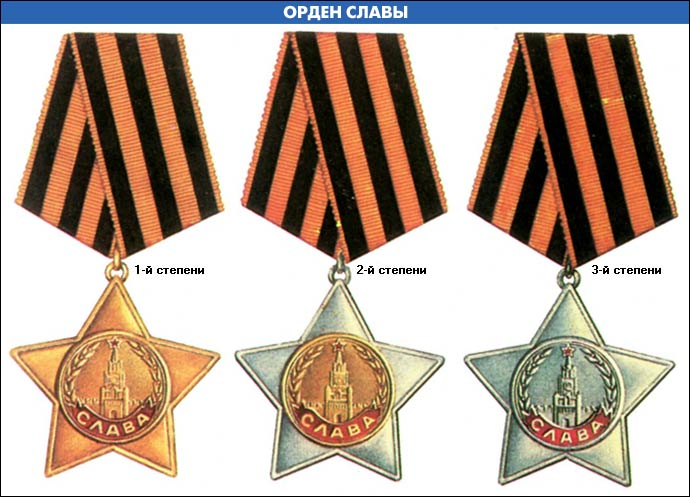
Все степени ордена Славы

Орден Славы — военный орден СССР, учреждён Указом Президиума Верховного Совета СССР от 8 ноября 1943 года. Награждались лица рядового и сержантского состава Красной Армии, а в авиации и лица, имеющие звание младшего лейтенанта. Вручался только за личные заслуги.
Награждение производилось последовательно: III степенью, II степенью и I степенью. Ордена III и II степеней присваивались приказами воинских соединений, орден I степени — указом Президиума Верховного Совета СССР. Лица, награждённые тремя степенями ордена, являются полными кавалерами ордена Славы.
В списке отражена информация о дате присвоения ордена, годах жизни — дате рождения по старому (где требуется) и новому стилю, месте рождения и дате смерти.
В списке представлены в алфавитном порядке полные кавалеры ордена Славы, родившиеся или жившие в Дагестане.
| № п/п | Фото | Фамилия Имя Отчество              | Дата Указа и номер ордена | Дата Указа и номер ордена | Дата Указа и номер ордена | Годы жизни              | Место рождения                                                | Место смерти                              | Страница на сайте «Герои страны» |
| № п/п | Фото | Фамилия Имя Отчество              | 3 степень                 | 2 степень                 | 1 степень                 | Годы жизни              | Место рождения                                                | Место смерти                              | Страница на сайте «Герои страны» |
| ----- | ---- | --------------------------------- | ------------------------- | ------------------------- | ------------------------- | ----------------------- | ------------------------------------------------------------- | ----------------------------------------- | -------------------------------- |
| 1     |      | Асанов, Алимхан Баранбаевич       | 15.10.1944                | 24.04.1945                | 17.02.1970                | 23.09.1921 — 14.01.1974 | село Нариман (ныне Ногайский район), Дагестанская АССР, РСФСР | Дагестанская АССР, РСФСР, СССР            | [ 45 ]                           |
| 2     |      | Датуев, Абдуразак Алибекович      | 31.05.1944                | 07.09.1944                | 26.12.1967                | 09.05.1909 — 09.03.1979 | село Карланюрт, Хасавюртовский округ, РСФСР                   | Хасавюрт, Дагестанская АССР, РСФСР, СССР  | [ 46 ]                           |
| 3     |      | Королёв, Василий Яковлевич        | 15.05.1944                | 30.04.1945                | 26.11.1958                | 27.03.1902 — 25.04.1979 | Ясашное Помряскино, Ставропольский уезд, Российская империя   | Махачкала, Дагестанская АССР, РСФСР, СССР | [ 47 ]                           |
| 4     |      | Магомедов, Хизри Магомедович      | 07.09.1944                | 29.03.1945                | 31.05.1945                | 15.01.1919 —11.01.1994  | село Гинта, Дагестанская область                              | Махачкала, Россия                         | [ 48 ]                           |
| 5     |      | Хоролец, Яков Игнатьевич          | 12.08.1944                | 26.03.1945                | 31.05.1945                | 29.04.1923 —19.09.2007  | село Новая Полтава, Донецкая область                          | Дербент, Россия                           | [ 49 ]                           |
| 6     |      | Ширавов, Абдурахман Арсланбекович | 18.06.1944                | 13.12.1944                | 15.05.1946                | 15.04.1920 — 1997       | с. Уллу-Буйнак, Дагестанская область, РСФСР.                  | Махачкала, Россия                         | [ 50 ]                           |